# Zabłocie (Słupsk)
Pour les articles homonymes, voir Zabłocie.
Zabłocie est une localité polonaise de la gmina rurale d'Ustka située dans le powiat de Słupsk en voïvodie de Poméranie. Elle se trouve à environ 18 kilomètres au nord de Słupsk et 150 km à l'ouest de la capitale régionale Gdańsk.

## Géographie

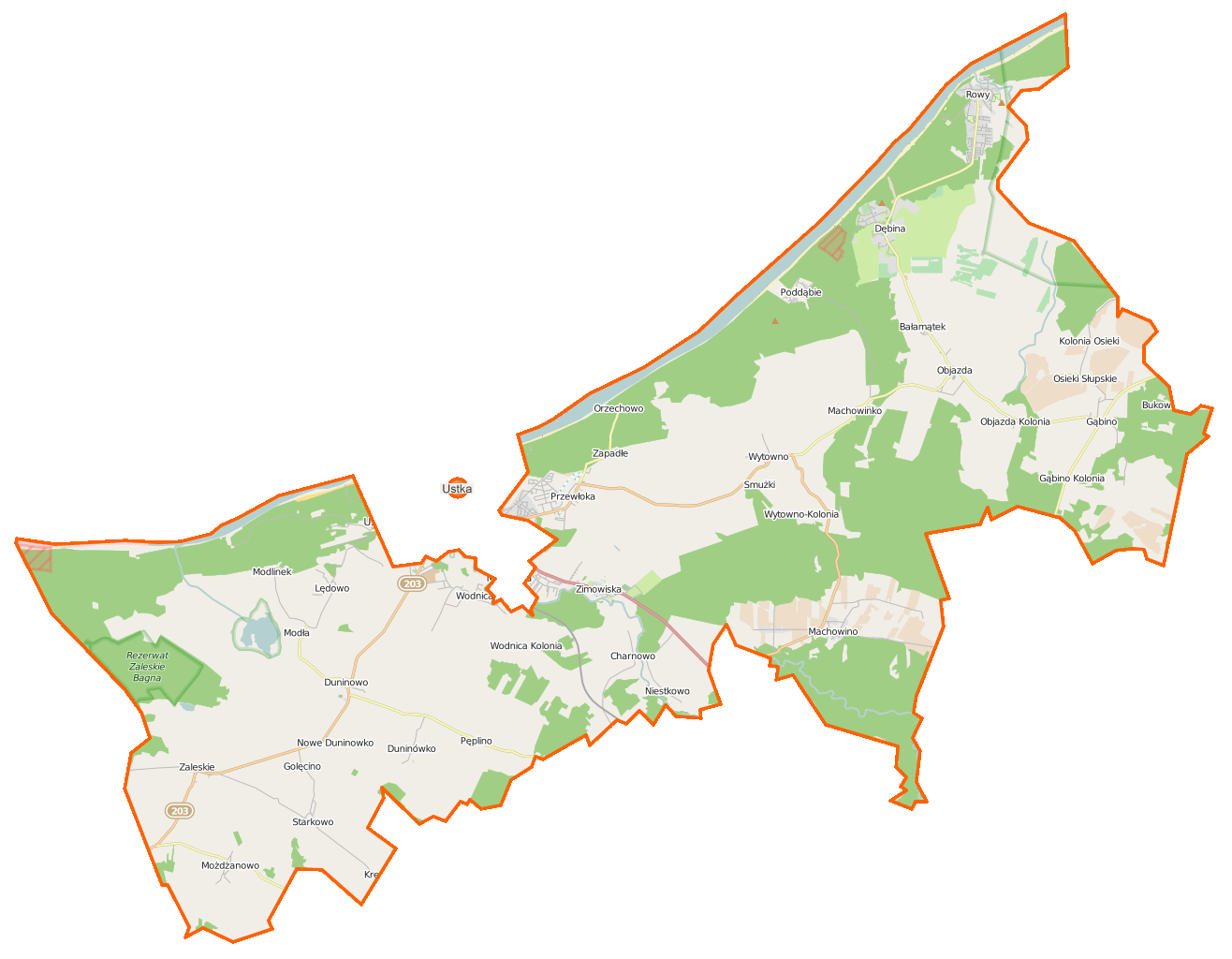
Carte de la gmina d'Ustka.